# Franz Volkmar Reinhard

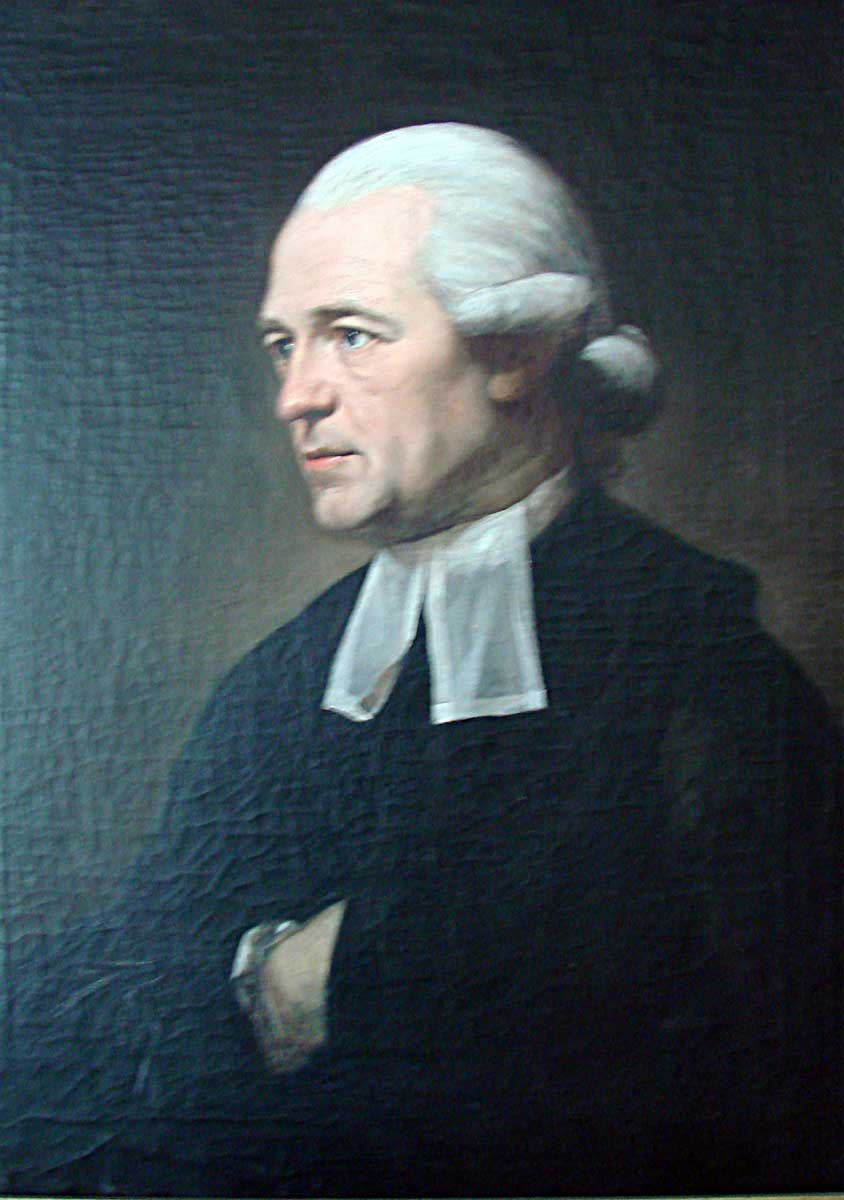
Franz Volkmar Reinhard.

Franz Volkmar Reinhard, född den 12 mars 1753 i Vohenstrauss i övre Pfalz, död den 6 september 1812 i Dresden, var en tysk teolog och predikant.
Efter att ha studerat vid Wittenbergs universitet började Reinhard 1777 sin akademiska lärarverksamhet där som docent i filosofi, i vilken vetenskap han 1780 utnämndes till extra ordinarie professor. År 1782 blev han ordinarie professor i teologi vid samma universitet och 1784 därjämte prost vid slotts- och universitetskyrkan samt ledamot av konsistoriet. 
År 1792 blev han överhovpredikant och ledamot av överkonsistoriet i Dresden och skapade sig där rykte som en av sin tids främsta predikanter. Han utövade även i övrigt ett kraftigt inflytande som ledare av Sachsens kyrka och undervisningsväsen. Även tillsättandet av samtliga universitets- och seminarielärarplatser lades i hans hand. 
Reinhard var en av de förnämsta förkämparna för den supranaturalistiska riktningen, som emot rationalismen sökte hävda såväl den positiva kyrkotron som bibelns gudomliga auktoritet. Därvid användes inte sällan en förståndsmässig bevisföring, som senare tider inte ansett göra full rättvisa åt uppenbarelsens innehåll. 50 band predikningar finns av honom.